# 科特雷爾鎮區 (內布拉斯加州道奇縣)
科特雷爾鎮區（英語：Cotterell Township）是位於美國內布拉斯加州道奇縣的一個行政鎮區。

## 地方資料
科特雷爾鎮區的面積為138.71平方千米，當中陸地面積為134.55平方千米，而水域面積為4.16平方千米。根據2020年美國人口普查的數據，當地共有人口400人，而人口密度為每平方千米2.88人。